# Aleksiej Szewielow
Aleksiej Makarowicz Szewielow (ur. 1907 we wsi Andronicha w rejonie iwanowskim w obwodzie kostromskim, zm. ?) – funkcjonariusz radzieckich organów bezpieczeństwa, jeden ze sprawców zbrodni katyńskiej.

## Życiorys
Miał wykształcenie niepełne wyższe, w latach 1929-1931 służył w Armii Czerwonej, od 25 lipca 1938 młodszy lejtnant, a od 25 marca 1939 lejtnant bezpieczeństwa państwowego. Od marca 1939 do września 1940 szef 11. wydziału I Oddziału Specjalnego NKWD ZSRR. Wiosną 1940 uczestniczył w organizowaniu transportów polskich jeńców i więźniów z obozów w Kozielsku, Ostaszkowie i Starobielsku na miejsca kaźni, za co 26 października 1940 ludowy komisarz spraw wewnętrznych ZSRR Ławrientij Beria przyznał mu nagrodę pieniężną. W 1943 szef 15 wydziału I Oddziału Specjalnego NKWD ZSRR, w 1951 szef wydziału w oddziale "A" MGB ZSRR w stopniu podpułkownika. Odznaczony Orderem Czerwonej Gwiazdy (1 czerwca 1951) i Medalem „Za zasługi bojowe” (30 kwietnia 1946).